# Reginald Blomfield
 Reginald Théodore Blomfield (ur. 20 grudnia 1856; zm. 27 grudnia 1942 w Londynie) – brytyjski architekt, projektant ogrodów i pisarz; sir.
Urodził się w Bow, w hrabstwie Devon, gdzie jego ojciec był pastorem. Jego matka była daleką kuzynką jego ojca. Uczył się w szkole Haileybury w Hertfordshire, a studiował w Exeter College na Oksfordzie, m.in. u Johna Ruskina. Przez wiele lat nie mógł się zdecydować na wybór zawodu. Ostatecznie skończył architekturę w Royal Academy of Arts. Zaprojektował liczne kościoły, pomniki, budynki publiczne w Wielkiej Brytanii. Jednym z najbardziej znanych jego projektów jest projekt, według którego przebudowano Regent Street w Londynie. W 1913 nagrodzony został Royal Gold Medal.